# 高渙
高 渙（こう かん、533年 - 558年）は、中国の北斉の皇族。上党剛粛王。高歓の七男。母は韓氏。字は敬寿。

## 経歴
幼いころから将才を自認し、高歓にも「この子はわたしに似ている」と言わしめて愛された。成長すると、その力は鼎を持ち上げることができ、その才武は絶倫であった。いつも「人は無学なのはいけないが、博士になる必要はない」と側近たちに言っており、書を読んでもあらましを知るだけで、まじめに習おうとしなかった。
東魏の興和4年（542年）、高渙は通直散騎常侍の位を受け、平西将軍の号を受けた。元象年間、平原郡公に封ぜられた。驃騎大将軍・開府儀同三司に進んだ。武定7年（549年）、高澄が殺害されたとき、高渙は宮中で異変があったと聞いて、「大兄が難に遭われたにちがいない」と言って、弓をもって飛び出した。冀州刺史に任ぜられ、善政で知られた。天保元年（550年）5月に北斉が建てられると、6月に高渙は上党王に封ぜられた。中書令となった。天保5年（554年）、尚書左僕射に転じた。常山王高演（のちの孝昭帝）らとともに伐悪の諸城を築いた。鄴で素行の悪い者たちを集め、郡県を荒らし回って、法吏に告発された。文宣帝は高渙の側近数人を殺し、高渙を譴責した。天保6年（555年）、高渙は兵を率いて梁王蕭淵明を江南に送り、東関を破り、梁の特進裴之横らを斬って、武名を挙げた。天保8年（557年）、録尚書事となった。
かつて術士が高氏を滅ぼす者は黒衣であると予言したことがあった。高歓以来の高氏が沙門に会いたがらなかったのは、その黒衣のためであった。文宣帝が晋陽に巡幸したとき、「何物が最も黒いであろうか」と側近たちに訊ねると、「漆に過ぎるものはありません」と返答があった。文宣帝は高渙が第七子であるので「漆」に当たるとして、庫真都督の破六韓伯昇を鄴に行かせて高渙を召させた。高渙は紫陌橋にいたると、破六韓伯昇を殺して逃亡し、黄河にぶつかって渡ったところ、現地の者に捕らえられて文宣帝のもとに送られた。鉄籠で移送され、永安王高浚とともに地下牢に置かれた。天保9年（558年）、高浚とともに殺害された。享年は26。
高浚の妃の李氏は馮文洛と再婚した。馮文洛は文宣帝の家の元奴隷であったが、功績を重ねて刺史となり、文宣帝の命令で高渙を殺害し、その功績で李氏をめとったものであった。
乾明元年（560年）になって、高浚と高渙の遺骨が収められて葬られ、高渙には司空の位を追贈された。諡は剛粛といった。勅命により李氏は邸に帰った。馮文洛は想いを忘れられず、着飾って李氏のもとを訪れた。李氏は家臣たちを連れて馮文洛を階下に引き立て、「難に遭って離ればなれになり、たいへんな辱めを受けたが、わたくしは志操に薄く、自殺することもできなかった。幸いにもありがたい詔を受け、王邸に帰ることができた。おまえは誰の家のどこの奴隷か。なおも侮られたいか。」と言った。李氏が馮文洛を100回鞭打たせると、流血が地にそそいだ。
高渙には嫡子がなく、河清2年（563年）に庶長子の高宝厳が爵位を嗣ぎ、金紫光禄大夫・開府儀同三司となった。

## 伝記資料
- 『北斉書』巻10 列伝第2
- 『北史』巻51 列伝第39
- 高渙墓誌